# 1er corps (Empire ottoman)
Pour les articles homonymes, voir 1er corps d'armée.
Le 1er corps de l'Empire ottoman (en turc : 1 nci Kolordu ou Birinci Kolordu) est l'un des corps d'armée ottomane composé d'Albanais de souche. Il est créé au début du XXe siècle lors des réformes militaires ottomanes.

## Formation

### Ordre de bataille, 1911
Avec la poursuite de la réorganisation de l'armée ottomane, qui comprend la création de quartiers généraux au niveau des corps d'armée, le 1er corps a son quartier général à Harbiye en 1911. Avant la Première guerre balkanique en 1911, le corps est structuré comme suit:
- 1er corps, Harbiye, Constantinople (Ferik Zeki Pasha (tr))
  - 1re division d'infanterie, Harbiye, Constantinople
    - 1er régiment d'infanterie, Harbiye, Constantinople
    - 2e régiment d'infanterie, Bakırköy, Constantinople
    - 3e régiment d'infanterie, İşkodra
    - 1er bataillon de fusiliers, Taksim, Constantinople
    - 1er régiment d'artillerie, Taksim, Constantinople
    - Orchestre de la 1re division, Harbiye, Constantinople

  - 2e division d'infanterie (tr), Selimiye, Constantinople (Mirliva Prens Aziz Pasha)
    - 4e régiment d'infanterie, İşkodra
    - 5e régiment d'infanterie, Selimiye, Constantinople
    - 6e régiment d'infanterie, Selimiye, Constantinople
    - 2e bataillon de fusiliers, Selimiye, Constantinople
    - 2e régiment d'artillerie, Selimiye, Constantinople
    - Orchestre de la 2e division, Selimiye, Constantinople

  - 3e division d'infanterie, Pangaltı (tr), Constantinople (Mirliva Osman Pasha)
    - 7e régiment d'infanterie, Taşkışla, Constantinople
    - 8e régiment d'infanterie, Taşkışla, Constantinople
    - 9e régiment d'infanterie, Kâğıthane, Constantinople
    - 3e bataillon de fusiliers, Tophane, Constantinople
    - 3e régiment d'artillerie, Rami Kışlası, Constantinople
    - Orchestre de la 3e division, Taşkışla, Constantinople
- Unités du 1er corps
- 1er régiment de fusiliers, Yıldız, Constantinople
- 1re brigade de cavalerie, Davutpaşa, Constantinople
  - 1er régiment de cavalerie, Yıldız, Constantinople
  - 2e régiment de cavalerie, Davutpaşa, Constantinople
- 2e brigade de cavalerie, Davutpaşa, Constantinople
  - 3e régiment de cavalerie, Davutpaşa, Constantinople
  - 4e régiment de cavalerie, Constantinople
- 1er bataillon d'artillerie à cheval, Davutpaşa, Constantinople
- 1er bataillon d'artillerie de montagne, Münzevî Kışlası, Constantinople
- 1er bataillon d'obusiers, Gümüşsuyu, Constantinople
- 1er bataillon du génie, İplikhane, Constantinople
- 1er bataillon du télégraphe, Ertuğrul Kışlası, Constantinople
- 1er bataillon médical, Ahırkapı, Constantinople
- 1er bataillon ferroviaire, Ahırkapı, Constantinople
- 2e bataillon ferroviaire, Ahırkapı, Constantinople
- Académie militaire, Harbiye, Constantinople
  - Escadron de cavalerie, Harbiye, Constantinople
  - Compagnie d'infanterie, Harbiye, Constantinople
  - 2 compagnies provisoires, Harbiye, Constantinople
  - Compagnie de mitrailleuses, Harbiye, Constantinople
- Commandement de la zone fortifiée du Bosphore, Bosphore, Constantinople
  - 1er régiment d'artillerie lourde, Bosphore, Constantinople
  - 2e régiment d'artillerie lourde, Bosphore, Constantinople
  - Détachement de projecteurs, Bosphore, Constantinople
  - Détachement de torpilleurs, Bosphore, Constantinople
  - Détachement de déminage, Bosphore, Constantinople
  - Détachement sans fil, Bosphore, Constantinople

## Guerres balkaniques

### Ordre de bataille,17 octobre 1912
Le 17 octobre 1912, le corps est structuré comme suit:
- 1er corps (Thrace, sous le commandement de l'Armée de l'Est (tr))
  - 2e division (tr), 3e division
  - 1re division provisoire

### Ordre de bataille,29 octobre 1912
Le 29 octobre 1912, le corps est structuré comme suit:
- 1er corps (Thrace, sous le commandement de la 1re armée de l'Est (tr))
  - 2e division (tr), 3e division
  - 1re division provisoire, division Uşak Redif

### Ordre de bataille,17 novembre 1912
Le 17 novembre 1912, le corps est structuré comme suit:
- 1er corps (Thrace, sous le commandement de l'Armée de Tchataldja (tr))
  - 2e division (tr), 3e division
  - Détachement de l'aile sud
- 1er corps de réserve provisoire
  - 29e division
  - Division Ergli Redif, division Kayseri Redif

### Ordre de bataille,25 mars 1913
Le 25 mars 1913, le corps est structuré comme suit:
- 1er corps (Thrace, sous le commandement de l'Armée de Tchataldja (tr))
  - 2e division (tr)
  - Division Fatih Redif
- 1er corps de réserve provisoire
  - 29e division
  - Division Ergli Redif, division Kayseri Redif

### Ordre de bataille, juillet 1913
- 1er corps (Thrace)
  - 2e division (tr), 28e division, division d'infanterie Fatih

## Première Guerre mondiale

### Ordre de bataille, août-novembre 1914
D'août à novembre 1914, le corps est structuré comme suit:
- 1er corps (Thrace)
  - 1re division, 2e division (tr), 3e division

### Ordre de bataille, fin avril 1915
Fin avril 1915, le corps est structuré comme suit:
- 1er corps (Thrace)
  - 1re division, 2e division

### Ordre de bataille, fin de l'été 1915 - janvier 1916
De la fin de l'été 1915 à janvier 1916, le corps est structuré comme suit:
- 1er corps (Gallipoli)
  - 2e division, 3e division

### Ordre de bataille, août 1916
En août 1916, le corps est structuré comme suit:
- 1er corps (Gallipoli)
  - 14e division, 16e division (tr)

### Ordre de bataille, décembre 1916
En décembre 1916, le corps est structuré comme suit:
- 1er corps (Thrace)
  - 14e division, 16e division

### Ordre de bataille, août 1917, janvier 1918, juin 1918, septembre 1918
En août 1917, janvier 1918, juin 1918, septembre 1918, le corps est structuré comme suit:
- 1er corps (Thrace)
  - 42e division

## Après Mudros

### Ordre de bataille, novembre 1918
En novembre 1918, le corps est structuré comme suit:
- 1er corps (Thrace)
  - 55e division

### Ordre de bataille, janvier 1919
En janvier 1919, le corps est structuré comme suit,:
- 1er corps (Thrace, Andrinople ; aujourd'hui Edirne)
  - 49e division (Kırkkilise ; aujourd'hui Kırklareli)
    - 153e régiment d'infanterie, 154e régiment d'infanterie, 155e régiment d'infanterie, 185e régiment d'infanterie

  - 60e régiment d'infanterie (Malkara)
    - 186e régiment d'infanterie, 187e régiment d'infanterie